# Resseliella vespicoloris
Resseliella vespicoloris är en tvåvingeart som först beskrevs av Barnes 1933.  Resseliella vespicoloris ingår i släktet Resseliella och familjen gallmyggor. Inga underarter finns listade i Catalogue of Life.